# Fosfofruktokinaza

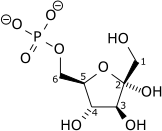
Fruktozo-6-fosforan

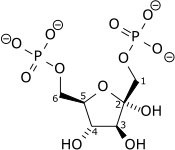
Fruktozo-1,6-bisfosforan

Fruktozo-2,6-bisfosforan

Fosfofruktokinazy (PFK z (ang.) phosphofructokinase) – grupa enzymów z klasy kinaz fosforylujących fruktozo-6-fosforan. Wyróżnia się fosfofruktokinazę I, która katalizuje przekształcenie fruktozo-6-fosforanu we fruktozo-1,6-bisfosforan oraz fosfofruktokinazę II, która oprócz aktywności kinazy (przekształca fruktozo-6-fosforan we fruktozo-2,6-bisfosforan), ma także aktywność fosfatazy (katalizuje hydrolizę fruktozo-2,6-bisfosforanu do fruktozo-6-fosforanu, tj. działa jako fruktozo-2,6-bisfosfataza).